# Кеті Сагал
Кетрін Луїс Сагал (англ. Katey Sagal; нар. 19 січня 1954, Голлівуд, Каліфорнія, США) — американська акторка, співачка та авторка пісень. Відомі ролі: Пеггі Банді з серіалу «Одружені… та з дітьми» та Туранґа Ліла з мультсеріалу «Футурама».

## Біографія
Народилась 19 січня 1954 року у Голлівуді, штат Каліфорнія, США, у родині зі світу шоу-бізнесу: батько — режисер Борис Сагал (єврей українського походження), мати — продюсерка Сара Звіллінг. Обидві сестри-близнючки Кетрін, Джин та Ліз, також стали акторками, як і брат Джо.
Найвідоміші її проєкти — «Одружені … та з дітьми», «8 простих правил», «Футурама» та «Сини анархії».
Здобула освіту у Каліфорнійському інституті мистецтв і застосувала отримані знання з практики, звернувшись до кіно: у 1971—1975 рр. знялася у кількох телефільмах (зокрема в епізоді серіалу «Коломбо»). 
У 1973 році працювала бек-вокалісткою, виступаючи у тому числі й з Бобом Діланом і Танею Такер. Виконала увесь бек-вокал альбому 1978 року басиста гурту «Kiss» Джина Сіммонса. Брала участь і в кількох інших музичних проєктах як бек-вокалістка, а у гурті «The Group With No Name» — як одна з постійних членів.
У 1985 році Сагал повернулась до телезйомок — спочатку у серіалі «Мері», а з 1987 по 1997 рік — у серіалі «Одружені… та з дітьми». Після його фіналу з'явилась ще у кількох серіалах, а у 1999 році отримала пропозицію озвучувати Туранґу Лілу у науково-фантастично-гумористичному мультсеріалі Мета Ґрейнінґа «Футурама». Серіал став культовим, був закритий через 5 сезонів, та не був забутий (почались повтори раніше створених серій), вийшов на кількох DVD (нові серії з них пізніше з'явилися і в ефірі), а у 2010 році вийшло ще 26 серій мультсеріалу, і Кетрін Сагал погодилась знову озвучити свою персонажку.

## Особисте життя
У 1978—1981 була одружена з Фредді Бекмаєром, а у 1993—2000 рр. — з Джеком Вайтом. У 1991 році Сагал була вагітна і вже приготувала ім'я — Рубі Джин, але пережила мертвонародження.
У 2004 році Сагал одружилася з письменником, продюсером та актором Куртом Саттером. У 2007 році народила дочку Есме Луїзу через сурогатну матір.

## Вибрана фільмографія
| Рік        |    | Українська назва                  | Оригінальна назва                        | Роль                                                                 |
| ---------- | -- | --------------------------------- | ---------------------------------------- | -------------------------------------------------------------------- |
| 1973       | с  | Коломбо                           | Columbo                                  | секретарка                                                           |
| 1987—1997  | с  | Одружені... та з дітьми           | Married... with Children                 | Маргарет «Пеггі» Банді                                               |
| 1990       | с  | Байки зі склепу                   | Tales from the Crypt                     | місіс Кілбассер                                                      |
| 1999       | с  | Шоу 70-х                          | Tales from the Crypt                     | Една Гайд                                                            |
| 1999—т. ч. | мс | Футурама                          | Futurama                                 | Туранґа Ліла, Туранґа Ліла 1729 року, Клоберелла, юна Ліла, Лі Лемон |
| 2005       | с  | Та, що говорить з привидами       | Ghost Whisperer                          | Френсі Льюїс                                                         |
| 2005—2007  | с  | Щит                               | The Shield                               | Ненсі Ґілрой                                                         |
| 2005—2010  | с  | Загублені                         | Lost                                     | Гелен Норвуд                                                         |
| 2006       | ф  | Мене звуть Рід Фіш                | I'm Reed Fish                            | Морін                                                                |
| 2006       | с  | Юристи Бостона                    | Boston Legal                             | Барбара Літтл                                                        |
| 2007       | мф | Футурама: Велика оборудка Бендера | Futurama: Bender's Big Score             | Туранґа Ліла                                                         |
| 2008       | мф | Футурама: Звір з мільярдом спин   | Futurama: The Beast with a Billion Backs | Туранґа Ліла                                                         |
| 2008       | мф | Футурама: Гра Бендера             | Futurama: Bender's Game                  | Туранґа Ліла                                                         |
| 2008       | с  | Ілай Стоун                        | Eli Stone                                | Марсі Кляйн                                                          |
| 2008       | с  | CSI: Місце злочину                | CSI: Crime Scene Investigation           | Аннабель Бандт / Наташа Стіл                                         |
| 2008—2014  | с  | Сини анархії                      | Sons of Anarchy                          | Джемма Теллер Морроу                                                 |
| 2013       | с  | Хор                               | Glee                                     | Ненсі Абрамс                                                         |
| 2014       | мс | Сімпсони                          | The Simpsons                             | Туранґа Ліла                                                         |
| 2014—2015  | мс | Звичайне шоу                      | Regular Show                             | мама Мардекая / тітка Максін                                         |
| 2015       | ф  | Ідеальний голос 2                 | Pitch Perfect 2                          | Кетрін Торчок                                                        |
| 2016       | ф  | За кров до перемоги               | Bleed for This                           | Луїза Пацієнца                                                       |
| 2016       | с  | Теорія великого вибуху            | The Big Bang Theory                      | Сьюзен                                                               |
| 2016       | с  | Це — ми                           | This Is Us                               | Лені Шульц                                                           |
| 2016—2017  | с  | Бруклін 9-9                       | Brooklyn Nine-Nine                       | Карен Перальта                                                       |
| 2018       | с  | Маянці                            | Mayans M.C.                              | Джемма Теллер-Морроу                                                 |
| 2018—2019  | с  | Безсоромні                        | Shameless                                | доктор Інгрід Джонс                                                  |
| 2020—2022  | с  | Мертвий для мене                  | Dead to Me                               | Елеанор Гейл                                                         |
| 2025       | с  | One Piece                         | One Piece                                | доктор Курега                                                        |